# 未必のマクベス
『未必のマクベス』（みひつのマクベス）は、早瀬耕による日本の小説。早川書房より2014年9月10日に刊行された。また、文庫版が2017年9月21日に刊行された。
早瀬耕のデビュー以来22年ぶりの作品である。デビュー作の『グリフォンズ・ガーデン』は、人工知能が作り出した世界と現実の世界とを交互に描きながら、人間の実存を問う作品であったが、本作は趣向が大きく変わり、日本、香港、マカオ、サイゴンと舞台を変えながら、企業犯罪に巻き込まれた男の行く末を描いたエンターテイメント作品となっている。
第17回大藪春彦賞候補作。

## あらすじ
2009年9月、大手IT企業Jプロトコルで働く中井は、バンコクでの商談の帰りに立ち寄ったマカオの娼婦に「あなたは、否応なく、王として旅を続けなくてはならない」と告げられる。
バンコクでの商談の成功を理由に、中井は香港にある子会社のJプロトコル香港に社長として出向するよう命じられる。時を同じくして、カイザー・リーと名乗る男性から、カジノで儲けた金でHKプロトコルという幽霊会社の株を買わないかと誘いがある。
10月、Jプロトコル香港に赴任した中井は、Jプロトコル香港がHKプロトコルに対して暗号化技術の特許料として毎月5000万香港ドル（およそ6億円）を支払っていること、HKプロトコルはJプロトコル副社長の井上が設立した、Jプロトコルの親会社である東亜印刷を含めたグループの裏金作りのためのトンネル会社であることを知る。
HKプロトコルを訪れた中井は、積み木カレンダのキューブに隠されたUSBメモリを見つける。そこには、中井が高校生のときの初恋の人物で、消息が不明となっていた鍋島からのメッセージがあった。メッセージには、鍋島がHKプロトコルに入社して暗号化技術の開発をしたこと、その秘密鍵を推測する方法があることを社内で話してしまい、推測方法を提示するよう脅迫されたが逃げ出したこと、整形と偽造パスポートにより顔と名前を捨てたことが残されていた。
さらに、香港を訪れた同期の高木から、過去にJプロトコル香港へ役員として出向した人物が、全員自殺や事故死に見せかけて殺されていることを知らされる。アペンディクス（陥穽の意）から抜け出すために、中井は「王」である井上の殺害を決意する。

## 登場人物
中井優一（なかい ゆういち）
Jプロトコル交通系ICカード営業部部長代理→Jプロトコル香港董事長。1972年3月11日生まれ。38歳。
キャセイ・パシフィックを愛用しており、マルコポーロ・クラブのシルバー会員になっている。ダイエット・コークで作るキューバ・リブレを好み、わざわざバーにダイエット・コークを持ち込むこともしばしばある。
部長代理時代は、Jプロトコルが有する暗号化技術が組み込まれたICカードを東南アジア各国に売り込んでいた。
Jプロトコル香港に董事長として出向することになり、伴とともにJプロトコル香港とHKプロトコルについて調べる中で、自分がアペンディクスに墜ちていることを知る。そして、アペンディクスから抜け出すために井上を殺害することを決意する。井上の殺害後も、Jプロトコルや伴の動きに翻弄されることになるが、由紀子と鍋島を逃がし、自分も生き残ろうと手を回す。
自分のPCのパスワードに、鍋島の名前の「fuyuka」を含む文字列を設定していたり、鍋島から義理と言われて渡されたチョコレートの包装紙を大事に取っておいたりするような人物。もっとも、鍋島からの好意には気づかず、高校時代は他の女子と付き合っていた。
シェイクスピアのマクベスでいうところの、マクベスに当たる人物。
伴浩輔（ばん こうすけ）
Jプロトコル交通系ICカード営業部技術主任→Jプロトコル香港副董事長→HKプロトコル董事長（Jプロトコル香港副董事長・兼任）。
中井とは高校の同級生であり、今は直属の部下。高校時代のあだ名は「バンコー」。雲呑麺を好み、何食か連続して食べることも厭わないほど。
実は2年前に、井上から鍋島の捜索を命じられていた。井上の死後、井上が保有していたHKプロトコルの残りの7千株を中井のものとし、自身は董事長となる。その後、鍋島の残した復号法を渡すかわりにHKプロトコルの完全な独立を認めるよう東亜印刷と交渉し、東亜印刷がこれまでに手にしてきた年70億円の裏金の半分を、HKプロトコルが利益として留保することを認めさせた。
JプロトコルのCEO会議が開かれる沖縄のK島の砂州にて、ステージⅣの膵臓がんであり余命半年であること、高校時代から中井と鍋島に対して劣等感や恐怖を抱いていたことを中井に打ち明けた後、あらかじめ伴自身から殺害依頼を受けていた陳により殺害される。
マクベスでいうところの、バンクォーに当たる人物。
森川佐和（もりかわ さわ）
35歳。Jプロトコル香港董事長秘書。鍋島によく似た後ろ姿を見せる人物。
自身は監視役であると仄めかすも、警戒心を見せない中井に対してたびたび忠告する。また、中井がHKプロトコルに近づくのを良しとしないような素振りを見せる。
高木とは、電話をかけてきた際に「本社の副部長」と名乗られて以来ソリが合わず、高木が香港に来るたびに、安いシャンパンを飲ませようとしたり、6月にもかかわらずホイップクリームと複数のシロップをかけたホットコーヒーを出したりしている。
鍋島冬香（なべしま ふゆか）
1971年11月22日生まれ。中井の高校時代の同級生で初恋の人物。中井とは3年連続で同じクラスだった。
数学のセンスに長けており、12歳の頃には0.999...が1未満ではなく1以下であることを理解していた。高校卒業後は津田塾大学の数学科に進学。修士課程まで在籍した後、香港大学のドクターコースに進学し、暗号化技術に関する論文をいくつか発表した。
その後、HKプロトコルに入社し、暗号化方式の開発をするも、効率的な復号法があることを社内で話してしまい、井上によって監禁され、復号法を提示するように脅迫される。中途半端に効率的な復号法を提示することで隙を作り、HKプロトコルから逃げ出すが、隠し撮りされた写真をインターネットに流出させられる。逃げ出したマカオで、HKプロトコルの株券をブローカーに売って、整形手術の手配と偽造パスポートの作成を依頼し、名前と家族と顔を捨てることになる。
高校1年生のときの数学の授業で、中井が提示した積み木カレンダの問題に惹かれ、答えを探すようになる。答えを求めて、高校3年時には中井と同じ文系クラスを選び、その後、数学科にも進学するが、エピローグまで答えにたどり着くことはできなかった。
マクベスでいうところの、マクベス夫人に当たる人物。
田嶋由紀子（たじま ゆきこ）
中井の彼女。元々は中井の営業職時代の2年先輩。社内結婚後、相手の男が若い彼女を作って離婚したため、ビジネスネームは「島田」で通している。15年目での課長職昇格、それも総務部への異動は、女性社員としては順調な昇進コースに乗っていると中井は評している。
中井がJプロトコル香港へと出向するのに合わせJプロトコルを退職し、香港に移住する。物語の中盤に夢遊病のような症状を起こすようになり、バンコクで静養することとなる。物語の終盤で、由紀子を逃がそうとする中井から、偽造パスポートと20億円が入ったHSBCの口座とともに、積み木カレンダ問題の答えを託され、日本へと出国することになる。
マクベスでいうところの、もう1人のマクベス夫人に当たる人物。
陳霊（ツェン リン）
Jプロトコル香港スタッフ→HKプロトコル董事長秘書。27歳。香港人。
美貌とスタイルの良さを備え持つ人物。元々はJプロトコルに雇われて汚れ仕事をしていた。伴がHKプロトコルの董事長になるタイミングで、今度はHKプロトコルに雇われることになる。伴の依頼に従って伴を殺害した後は、HKプロトコルの影の董事長となった中井の指示で動くようになる。
カイザー・リー / 李清明（イ シンミン）
マカオのカジノで大勝ちした中井と伴に、カイザー・リーと名乗って、「HKプロトコル」の全株式の3割に当たる3000株の購入を持ちかけてくる。その正体は、行方不明になっている独裁国家の亡命王子。マカオにある蓮を象ったホテルのエグゼクティブ・フロアに滞在している。ブローカーをしており、井上を殺害しに日本へ赴く中井の依頼を受け、偽造パスポートの手配を行う。
呉蓮花（ウ リンファ）
李の秘書。中井が井上を殺害しに日本へ赴く際に同行する。以前はマカオのホテルで娼婦をしており、その頃に、HKプロトコルから逃れてきた鍋島の世話をしていた。中井に同行したのは、鍋島からマカオに中井が来ることがあれば護るよう依頼を受けていたからであった。
ソフィ
マカオのホテルに屯する娼婦。中井に「あなたは、否応なく、王として旅を続けなくてはならない」と告げる。その後も、たびたび中井に予言めいた言葉を与える。中井の計らいで、香港人としての新しい身分とHKプロトコルでの職を与えられるとともに、デジタル画像処理とハッキング技術を学ぶよう託される。
高木（たかぎ）
中井の同期で出世頭。Jプロトコル香港へと出向する中井の後任となる。最初はJプロトコル香港に追いやられた中井のことを心配して、Jプロトコル香港が裏金作りの場となっているという噂があることや、Jプロトコルの内部人事データから得られた情報を伝えたりしていたが、物語後半で自分もアペンディクスに墜ちているのではないかと感じるようになる。
マクベスでいうところの、マクダフに当たる人物。
井上（いのうえ）
Jプロトコル代表取締役副社長。元は東亜印刷の常務であり、その頃にHKプロトコルの設立に関わっている。鍋島の失踪により、暗号化技術が流出してHKプロトコルを利用した裏金作りがストップすることをおそれ、ブローカーや伴に依頼して鍋島の捜索をしていた。既婚者だが、何人かの浮気相手がいる。その中でも自身の秘書を務める小池さゆりがお気に入りであり、駒込にあるJプロトコル香港名義の社宅を使わせている。物語中盤で中井に殺害される。
マクベスでいうところの、ダンカンに当たる人物。

## 用語
Jプロトコル
東証一部上場の大手企業「東亜印刷」の子会社。親会社の東亜印刷の業績が横ばいの中、右肩上がりの業績を記録しており、東亜印刷から中間管理職や役員が大量に転籍してきている。
Jプロトコル香港
Jプロトコルの子会社。Jプロトコルや東亜印刷の役員や重要な顧客が香港を訪れた際に不快な思いをしないよう、ナイトクラブやレストランの上客となるのが主な仕事。ifcの第1期棟22階にオフィスがある。後に森川の提案で第2期棟72階に移転して、これまであった盗聴マイクや隠しカメラを一掃するとともに、生体認証によるセキュリティ・チェックを導入し、中井と森川以外は董事長室と秘書室に出入りできないようになった。
HKプロトコル
東亜印刷の完全子会社。井上が東亜印刷の常務だった頃に設立した企業。当初は暗号化技術の開発を行っていたが、中井が香港に赴任した時点では幽霊企業となっている。井上の死後、全株式が中井と伴の手中に収まったため、伴が董事長となり、鍋島が残した暗号化技術を用いて、業績を拡大させる。銅鑼湾にある雑居ビルにオフィスがある。
フェイク・リバティ
ダイエット・コークで作るキューバ・リブレ。ザ・ペニンシュラ香港のバーで中井がオーダーした際に、バーテンダーから、キューバ・リブレをダイエット・コークで作ったことが知られると困るから、新しいレシピを考案したことにしないといけないと言われ命名したもの。
積み木カレンダ
万年カレンダーの一種で、2つのキューブで日付を表現するもの。2つのキューブで01から31までを表現するには少なくとも13面が必要となるが、6と9が二次元点対称であることを利用して、2つのキューブの12面ですべての日付を表現することを可能としている。
中井は、高校の時の数学の授業で各自が問題を考案するという課題が出された際に、「6と9が点対称でない場合に、積み木カレンダが成立するか否かを証明せよ」という課題を考案した。
6と9が点対称ではないとすると、他に1つの面で表現できる数字の組が必要だが、ここでは両方のキューブに必要な「0,1,2」のうち、いずれかのキューブの [1] を [9] に置き換えることで成立させている。このキューブを十の位に置いたときに、アンダーラインの左端側の一部がキューブを支えるような突起で隠れることで、 [ 9] は [.9] となり、9を循環節とする循環小数（0.999...）すなわち1を表す。キューブを置く台に突起があるという条件はあるが、1と9を同じ面で表現することが可能となり、6と9が点対称ではなく同じ面で表せない場合でも、12面ですべての日付を表現することができる。例として、 [9][1] は、11日を表す。

## 評価
文芸評論家の北上次郎は、本書の美点を「（登場人物が）リアルに描かれていることが第一。過去と現在を巧みに交錯させる構成の巧さが第二。」と挙げた上で、「究極の初恋小説だ。」と評している。